# Кальдас (департамент)
Департамент Кальдас (ісп. Departamento de Caldas) — департамент в Колумбії, названий на ім'я борця за незалежність країни Франсиско Хосе де Кальдаса. Розташований в центральній частині країни, складаючи частину регіона Паїса. Разом з департаментами Рісаральда і Кіндіо є колумбійським центром вирощування кави.